# Love Will Never Do (Without You)
„Love Will Never Do (Without You)” este un cântec al interpretei americane Janet Jackson. Piesa a fost compusă de Jimmy Jam și Terry Lewis și Jackson, fiind inclusă pe cel de-al patrulea material discografic de studio al artistei, Rhythm Nation 1814. „Love Will Never Do (Without You)” a ocupat locul 14 în Australia și locul 1 în Statele Unite ale Americii, devenind un hit moderat la nivel mondial.

## Clasamente
| Clasament                            | Poziția maximă | Referință |
| ------------------------------------ | -------------- | --------- |
| Australian Singles Chart             | 14             | [ 4 ]     |
| Dutch Singles Chart                  | 32             | [ 2 ]     |
| Irish Singles Chart                  | 22             | [ 5 ]     |
| New Zealand Singles Chart            | 27             | [ 2 ]     |
| UK Singles Chart                     | 34             | [ 6 ]     |
| U.S. Billboard Hot 100               | 1              | [ 3 ]     |
| U.S. Billboard Hot R&B/Hip-Hop Songs | 3              | [ 3 ]     |
| U.S. Billboard Hot Dance Club Play   | 4              | [ 3 ]     |